# Sommer-Paralympics 2004/Leichtathletik/Fünfkampf
Die Ergebnisliste der Fünfkampf-Wettbewerbe bei den Sommer-Paralympics 2004 in Athen.

## Männer

### P13
| Platz | Land | Athlet              |
| ----- | ---- | ------------------- |
| 1     | BLR  | Igor Fortunov       |
| 2     | BLR  | Aliaksandr Tryputs  |
| 3     | BEL  | Kurt van Raefelghem |

### P44
| Platz | Land | Athlet      |
| ----- | ---- | ----------- |
| 1     | SUI  | Urs Kolly   |
| 2     | USA  | Casey Tibbs |
| 3     | AUS  | Don Elgin   |

### P54-P58
| Platz | Land | Athlet           |
| ----- | ---- | ---------------- |
| 1     | CHN  | Yong Ling        |
| 2     | NED  | Pieter Gruijters |
| 3     | DEN  | Rene Nielsen     |